# Сталинский судебный процесс
Ста́линский суде́бный проце́сс — один из послевоенных советских открытых судов в отношении иностранных военнослужащих, обвиняемых в совершении военных преступлений в период Второй мировой войны. Судили 12 немецких военнопленных во главе с генералом К. Рёпке, командиром 46-й пехотной дивизии вермахта. В итоге все военнопленные были признаны виновными: 10 лиц получили по 25 лет, 1 лицо — 20 лет, а 1 лицо — 15 лет каторжных работ. В 1955 году были установлены отношения между СССР и ФРГ, после чего к 1956 году выжившие осуждённые были репатриированы в ФРГ, то есть фактически отпущены на свободу.

## Название процесса
В советских газетах 1947 года процесс назывался по-разному. «Известиях Советов депутатов трудящихся СССР» называли его «Судебный процесс в гор. Сталино». «Правда» называла иначе: «Судебный процесс по делу о злодеяниях немецко-фашистских преступников в Донбассе». Название это не очень корректно, так как на процессе не рассматривались преступления, совершенные на всей территории Донбасса. Например, на процессе не было речи о преступлениях оккупантов в городах Восточного Донбасса (Шахтинский экономический район Ростовской области).
В исторических исследованиях (например, в работах кандидата исторических наук Д.Ю. Асташкина) используется название «Сталинский (Донецкий) судебный процесс». Украинский доктор исторических наук Дмитрий Титаренко использовал в 2020 году обозначение «Сталинский процесс».

## Предыстория

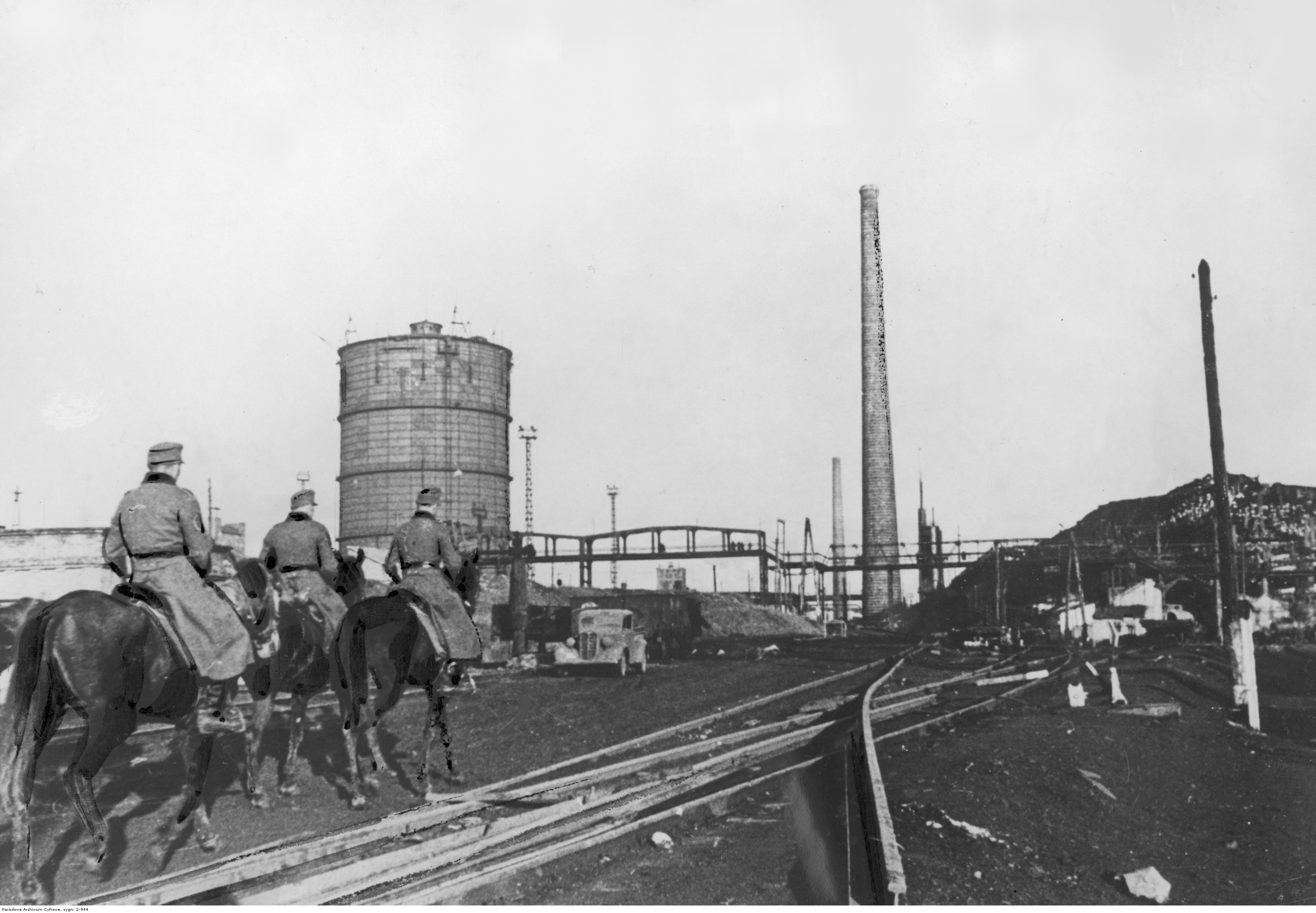
Немецкие войска вступают в Сталино

В октябре 1941 года была захвачена Сталинская область. 21 октября 1941 года Сталино было оккупировано немецко-итальянскими войсками. Затем, в ноябре — декабре 1941 года часть Сталинской области была освобождена — до Миус-фронта. В июле 1942 года немецкие войска захватили оставшиеся местности Сталинской области. В феврале 1943 года советские войска освободили эти территории, вновь отбросив немцев на Миус-фронт. В сентябре 1943 года Донбасская операция привела к освобождению всей Сталинской области.
9 сентября 1943 года Сталино было освобождено. 
На момент освобождения в Сталино было 175 тысяч жителей, более чем вдвое меньше, чем на начало оккупации.
Весь период оккупации Сталинская область находилась под управлением немецкой военной администрации и не входила в состав рейхскомиссариата «Украина».
На территории Сталинской области, по неполным данным ЧГК, были уничтожены 174 416 мирных граждан и 149 367 военнопленных. Трупы убитых сбрасывались в шахты. Так, в Сталино в недействующую шахту № 4/4-бис сбросили более 75 000 человек (часть — заживо). Значительная часть уничтоженных была убита в газенвагенах. Часть убитых была расстреляна на краю шурфов, после чего их трупы были сброшены в шурфы. Трупы разлагали щелочью. Много трупов было в шахтах Макеевки (около 30 тысяч) и Горловки (14 тысяч). При отступлении немцы взорвали надшахтные сооружения, в результате тела погибших (частью уже разложившиеся) были засыпаны строительным мусором. Спасся только один человек - горный инженер Положенцев, который, не дожидаясь выстрелов, бросился в шурф, где смог укрыться в штольне и через 2 суток подняться на поверхность.
Среди погибших были евреи. Основная часть евреев была эвакуирована до прихода оккупантов, а большинство оставшихся не пережило оккупацию.

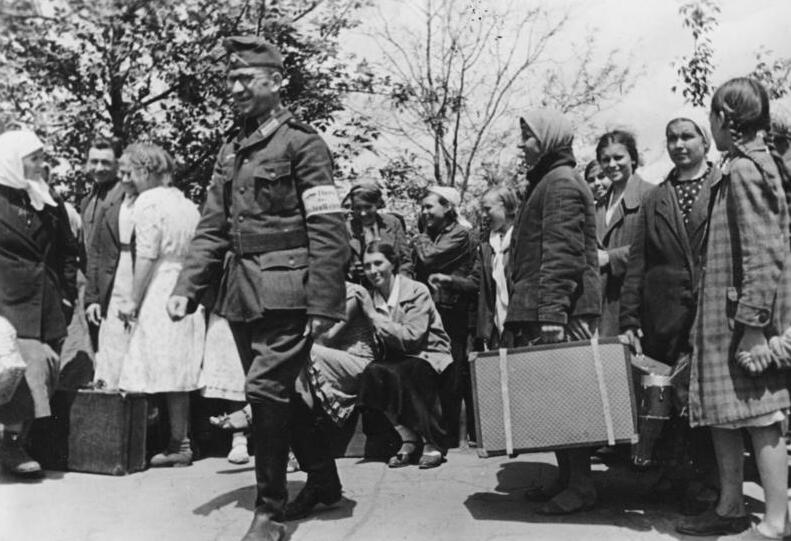
Жители Артёмовска перед отправкой в Германию, май 1942 года

По неполным данным ЧГК, оккупанты угнали на принудительный труд 252 тысячи жителей Сталинской области. Многие здания в Сталино были разрушены.
Уничтожение при отступлении производилось умышленно. 2 сентября 1943 года, когда немецкие войска начали отступление с территории Сталинской и Ворошиловградской областей, по группе армий «Юг» был издан приказ, подписанный руководителем по хозяйственной деятельности Ганцем Кагелем. Этот приказ содержал требование:

Весь Донецкий бассейн к востоку от черепашьей позиции должен быть зачищен от инфраструктуры и разрушен без остатка. Экономические задачи в этой области исключают будущее для всех. Все, что не может быть эвакуировано, подлежит разрушению, в особенности: водонапорные и электрические станции, шахты, заводские сооружения, средства производства всех видов, урожай, который не может быть вывезен, деревни и дома…
11 сентября 1943 года командующий группы армий «Юг» Э. фон Манштейн издал приказ, в котором говорилось:

Значительная часть населения отказывается добровольно эвакуироваться вместе с воинскими частями. В результате в руки противника попадает большое количество рабочей силы, скота, продовольствия и материалов… Сельское население необходимо заставить любыми средствами переселиться на запад вместе с лошадьми и крупным рогатым скотом. В случае отказа, лошади и скот должны быть изъяты, скот должен быть использован для продовольственных нужд войск или пристрелен. Во что бы то ни стало нужно собирать годное к воинской службе население и перемещать изолированно, указывая, что оставшихся русские немедленно возьмут в их армию. Необходимо обеспечить их транспортировку или марш отдельными группами по предприятиям в полном составе под предлогом переезда на заводы на Днепре… Уничтожение всего хозяйственного имущества, которое не может быть эвакуировано или использовано воинскими частями,  следует осуществлять всеми средствами…

## Подготовка процесса

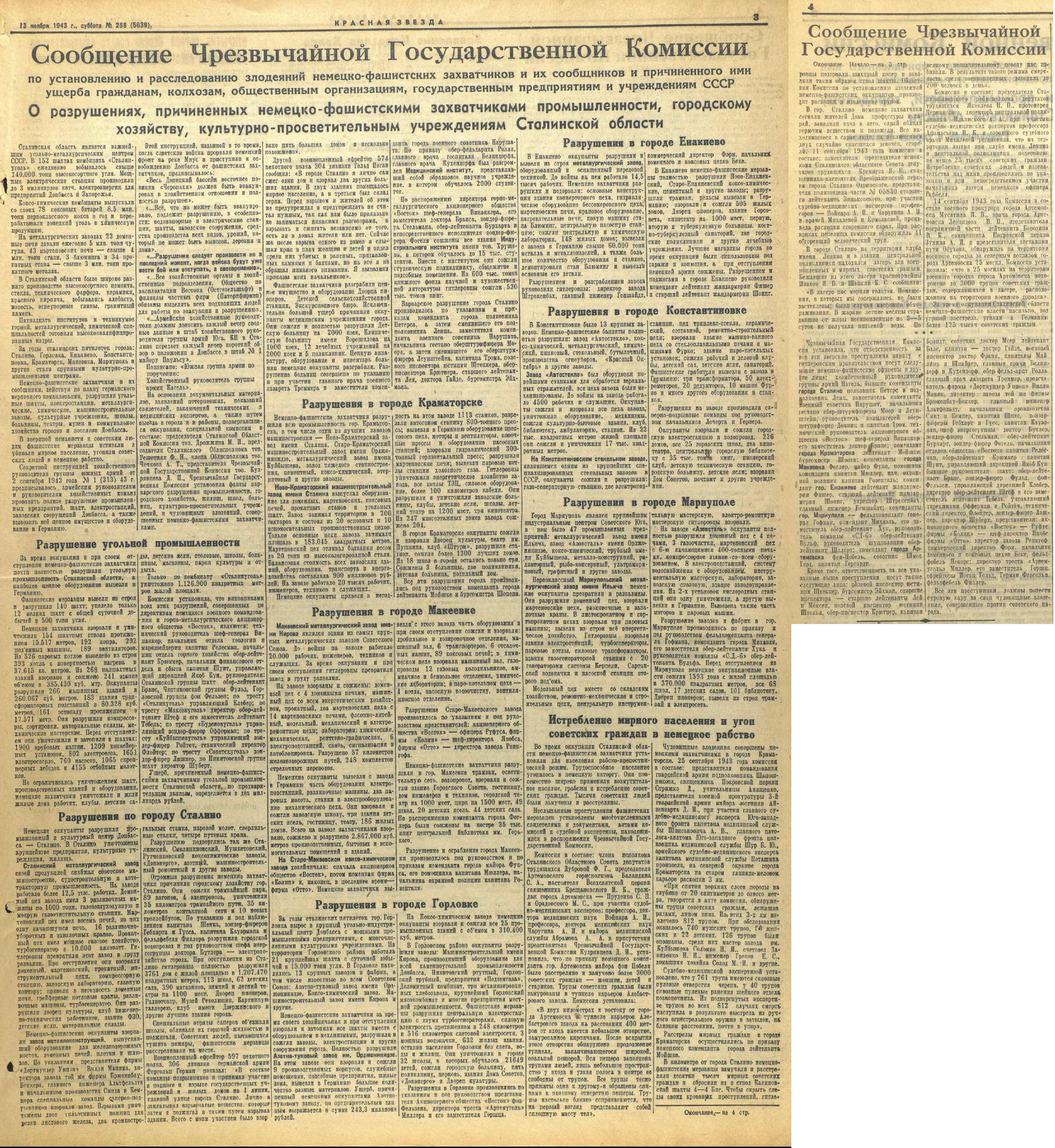
Сообщение Чрезвычайной государственной комиссии о последствиях оккупации Донбасса, «Красная звезда», 13 ноября 1943 года

Сбор информации о военных преступлениях в Сталино начался сразу же после освобождения — были (как и на других освобожденных территориях СССР) сформированы комиссии, которые опрашивали очевидцев, собирали материалы и составляли акты. Комиссии в составе Чрезвычайной государственной комиссии (состав обеих комиссий частично совпадал) провели раскопки могил жертв немецкой оккупации и составили об этом акты в Часовом Яре 13 сентября 1943 года (вскрытие могил провели в присутствии родственников некоторых жертв, причем некоторые трупы были опознаны), а в Артёмовске 14 сентября 1943 года (в присутствии гражданского населения, причем некоторые трупы были опознаны).
Чрезвычайная государственная комиссия с 16 октября 1943 года вела работы по изучению преступлений на территории шахты 4-4-бис.
Проблемой стал подсчет числа жертв, сброшенных в шахты. Осенью 1943 года часть останков из шурфов эксгумировали, но дальнейшую эксгумацию признали нецелесообразной: тела уже превратились в сплошную массу. Поэтому число погибших рассчитали математически: сопоставив объем шахты, заполненной телами, с объемом одного тела в стадии разложения. Выяснилось, что тела убитых посыпались каустической содой для ускорения разложения тел. В январе 1944 года стали приблизительно понятны масштабы преступления.
Уже 13 ноября 1943 года в газете «Красная звезда» было опубликовано сообщение Чрезвычайной государственной комиссии «О разрушениях, причиненных немецко-фашистскими захватчиками промышленности, городскому хозяйству, культурно-просветительным учреждениям Сталинской области». Это сообщение содержало выдержки из заключений комиссий в составе чрезвычайной государственной комиссии по следующим населенным пунктам Сталинской области:
- Артёмовск;
- Краматорск;
- Сталино.

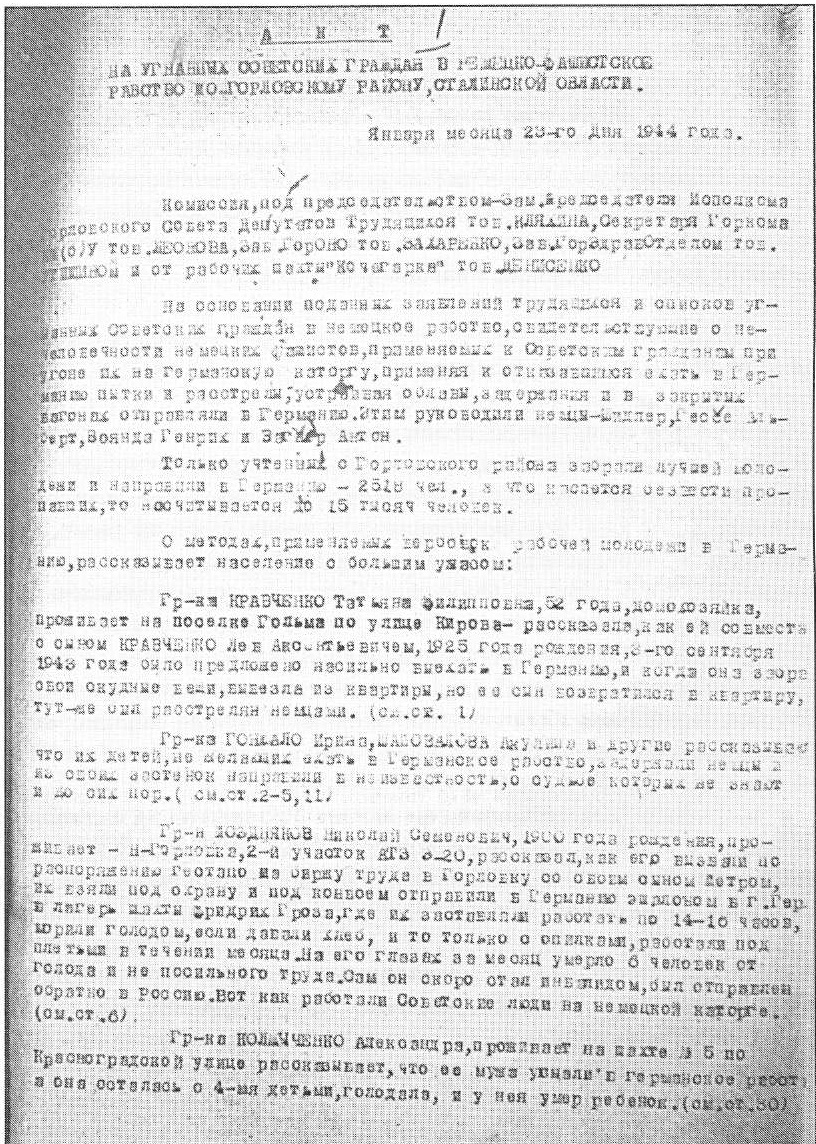
Акт комиссии в составе ЧГК об угоне населения Горловского района. Составлен в январе 1944 года

Комиссии в составе ЧГК продолжили работу и позднее. Так, в январе 1944 года был составлен акт комиссии в составе ЧГК об угоне в Германию жителей Горловского района.
Одно из военных преступлений, совершённых в Сталино, рассматривали на Нюрнбергском процессе. 5—6 сентября 1943 года перед отступлением оккупанты сожгли вместе с жильцами Дом профессуры в Сталино. Этот эпизод был озвучен на Нюрнбергском процессе.
В 1945—1946 годах в разных городах СССР прошли открытые судебные процессы в отношении иностранных военнопленных по обвинению в военных преступлениях. На двух процессах — Киевском и Минском — рассматривались некоторые преступления, совершенные в Сталинской области.
В 1946 году на Киевском процессе были осуждены организатор убийств на Донбассе генерал‑лейтенант К. Буркхардт (повешен 29 января 1946 года на киевской площади Калинина) и исполнитель обер‑ефрейтор И. Лауэр (получил 20 лет каторжных работ), а на Минском процессе осудили одного из руководителей полиции в Сталино в первой половине 1943 года бригаденфюрера СС Э. Герфа (повешен 30 января 1946 года в Минске). К. Буркхардт обвинялся в том, что на территории вверенного ему тылового района в Сталинской области были расстреляны 8 тысяч человек в Макеевке, около 6 тысяч человек в Краматорске, в Сталино в шахту 4-4-бис были сброшены тела около 75 тысяч граждан. По приказу Буркхардта, в Германию угонялись советские граждане, а при отступлении был отдан приказ об уничтожении всех содержавшихся под стражей и сожжении Сталино, Артемовска, Константиновки и иных населенных пунктов
. На Киевском процессе в качестве доказательств использовались свидетельские показания жителей Сталинской области, в том числе единственного выжившего из сброшенных в шахту 4-4-бис — горного инженера А. Положенцева (он был сброшен в шурф 6 июля 1942 года, но смог выбраться на поверхность). На Киевском процессе прозвучала также информация о том, что гитлеровцы в Сталино разбрасывали остатки пищи, на которую набрасывались голодные дети, после чего проводились стреляли на поражение.
Одновременно шли процессы над коллаборационистами, помогавшими оккупантам совершать военные преступления. 16 — 24 сентября 1946 года в Сталино прошел открытый судебный процесс над пособниками оккупантов, среди которых был бургомистр города Андрей Эйхман. Дело рассматривал военный трибунал войск НКВД по Сталинской области. На этом процессе Эйхман был осужден по 54-1а Уголовного кодекса Украинской ССР к расстрелу.
В 1947 году в СССР прошла серия новых открытых судебных процессов над иностранными военнопленными. 18 мая 1947 года министр внутренних дел С. Н. Круглов представил заместителю председателя Совета Министров СССР В. М. Молотову проект правительственного постановления о проведении открытых судебных процессов в девяти городах
: Севастополе, Кишиневе, Чернигове, Витебске, Бобруйске, Сталино, Полтаве, Гомеле, Новгороде. Проект допускал, что судить будут в том числе лиц, которые не признали вину.
В начале сентября 1947 года Круглов и заместитель министра иностранных дел Вышинский в письме И. В. Сталину указали, что сотрудники Министерства внутренних дел собрали материалы на предание суду 136 военных преступников, в том числе 19 генералов, 68 офицеров и 49 солдат. В связи с этим Круглов и Вышинский предложили межведомственную комиссию по организации судебных процессов в следующем составе:
- министр юстиции Н. М. Рычков (председатель),
- первый заместитель Генерального прокурора СССР Г. Н. Сафонов (заместитель);
- министр внутренних дел С. Н. Круглов;
- заместитель министра государственной безопасности С. И. Огольцов;
- председатель Верховного суда СССР И. Т. Голяков;
- начальник договорно-правового управления министерства иностранных дел С. А. Голунский.

10 сентября 1947 года Совет министров СССР принял постановление об организации открытых судебных процессов в девяти городах, предложенных Кругловым. Изначально Сталинский процесс планировали провести над военнослужащими 257-й пехотной дивизии. Эта дивизия занималась борьбой с партизанами и имела инструкцию: казнь гражданского
населения проводить выстрелом в затылок или через повешение с табличкой «партизан» на русском, украинском и немецком языках. При проведении допросов в отношении мужчин было указано использовать резиновые дубинки, а в отношении женщин — шланги. К судебному процессу не стали привлекать командира дивизии К. Загса, который с августа 1945 года находился в советском плену в лагере для военнопленных в Первоуральске.
В справке Главного управления по делам военнопленных и интернированных от 16 мая 1947 года приведен список из 14 военнопленных, служивших в 257-й пехотной дивизии. Этих военнопленных предполагалось предать суду в Сталино. Из справки следует, что данное дело было объединено из уголовного дела в отношении 11 лиц, следствие по которому было закончено МВД Татарской АССР и уголовного дела в отношении 3-х лиц, следствие по которому велось УМВД по Челябинской области
. Причем отмечалось, что 6 обвиняемых (в том числе трое, следствие в отношении которых вело УМВД по Челябинской области) признали себя виновными, 2 признали себя виновными частично, а 6 военнопленных себя виновными не признали. В справке указывалось, что вина военнопленных доказана как их личными показаниями, так и актами Чрезвычайной государственной комиссии, а также показаниями «бывшего священника 257 дивизии Штайнбауэр».
Накануне проведения судебных процессов по предложению Н. С. Круглова из представителей прокуратуры СССР,
МВД и МГБ СССР была создана специальная комиссия под председательством министра юстиции СССР Н.М.
Рычкова, которая должна была проверить обоснованность обвинений. В итоге из первоначального списка подсудимых будущего Сталинского процесса убрали военнопленных,
которые занимали должности инженера автотранспорта, офицера штаба саперного батальона, командира обозного батальона, офицера штаба, командира роты, адъютанта командира саперного батальона, командира взвода, переводчика отдела I-Ц контрразведки штаба, командира взвода полевой жандармерии, фельдфебеля полевой жандармерии.
Поэтому обвинения стали предъявлять также тем, кто не служил в 257-й пехотной дивизии. Обвиняемых выявляли в лагерях на территории Ворошиловградской и Сталинской областей, а 2-х военнопленных доставили из Киева. В итоге для процесса подобрали 12 обвиняемых, следствие по которым было окончено. Из первоначальных 14 обвиняемых (указанных в справке от 16 мая 1947 года) итоговое обвинение было предъявлено Густаву Цандеру, Рейнгольду Ягову и Вальтеру Гааргаузу. Из этих троих двое — Цандер и Гааргауз — согласно справке от 16 мая 1947 года вину не признали. Из этих троих (согласно справке от 16 мая 1947 года) в отношении двоих следствие вело МВД Татарской АССР, а в отношении Ягова Рейнгольда вело УМВД по Челябинской области.
В октябре 1947 года начальник отделения оперотдела Управления лагеря № 280 МВД СССР капитан Самойлович допросил в Калиновке (в поселке и на шахте) двух свидетелей — местных жителей Д. М. Ушакова и И. П. Завдовеева, которые дали показания об уничтожении гражданского населения территории шахты 4-4-бис. 7 октября 1947 года в Сталино старший следователь капитан Будылдин допросил военнопленного повара Г. И. Франке, который сообщил, что Ягов подвергал советских граждан пыткам и избиениям. 13 октября 1947 года в Сталино следователь Мироненко допросил Г. Н. Грановского, бывшего кладовщика склада немецкой жандармерии в Артёмовске и впоследствии осужденного к 10 годам исправительно-трудовых лагерей за измену родине. Грановский рассказал о деятельности Отто Цехендорфа (его Грановский знал по службе) на территории Артёмовского района.

## Состав суда
Дело рассматривал военный трибунал Киевского военного округа в составе:
- Председатель — Ф. Ф. Каравайков, генерал-майор юстиции;
- Члены суда — Дубинин (подполковник юстиции) и Котенко (майор юстиции).

## Государственный обвинитель
Государственное обвинение поддерживали полковник юстиции И. Ф. Семашко и подполковник юстиции Чубаров. Семашко в 1946 году был государственным обвинителем на Николаевском процессе.

## Подсудимые Сталинского процесса и предъявленные им обвинения

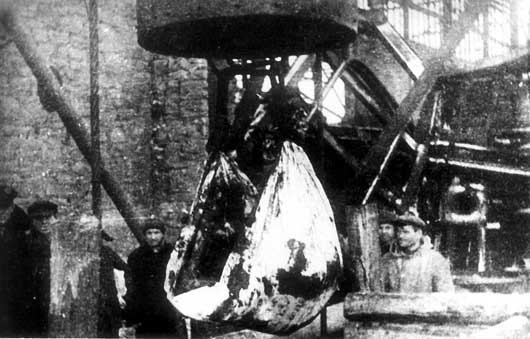
Подъем тел из шахты 4/4-бис, 1943 год

На процессе были следующие подсудимые:
- Курт Рёпке, генерал пехоты, командир 46-й пехотной дивизии. В сентябре 1943 года приказал разграбить и уничтожить населенные пункты Донбасса (создал «зону пустыни»), угнать в Германию 10 000 человек. В ноябре 1943 года приказал — не брать советских солдат в плен, а расстреливать на месте;
- Лео Крач, полковник. Во исполнение приказов Рёпке сжег до 20 населенных пунктов, угнав в Германию до 20 000 человек. Сопротивлявшихся угону расстреливали. Крач лично расстрелял 15 советских военнопленных;
- Георг Вильгельм, комендант ортскомендатуры Константиновки, член НСДАП с 1937 года. Производил массовые аресты и расстрелы мирных жителей. Кроме того, в лагере в Константиновке руководил отбором советских военнопленных[4]. По приказу Г. Вильгельма, юноши и девушки Константиновки явились на биржу труда, откуда их под конвоем их увели на вокзал, посадили в вагоны и отправили в Германию (за один день таким образом вывезли 2400 человек)[23];
- Герман Рех, жандарм, член НСДАП с 1937 года, помощник Г. Вильгельма. Вместе с Г. Вильгельмом расстрелял около 200 человек, угнали в немецкое рабство около 2000 человек и сжег Константиновку;
- Отто Цехендорф, мейстер-полицай, начальник жандармерии Артёмовска и Артёмовского района, член НСДАП с 1933 года. В течение года отдавал приказы проводить массовые облавы и аресты;
- Густав Цандер, 1906 года рождения, обер-лейтенант, начальник отдела 1-ц штаба 257-й пехотной дивизии. Член НСДАП с 1937 года, получил Железные кресты I и II степеней. Лично отправил в лагеря 1000 военнопленных, где 250 из них умерли;
- Рейнгольд Ягов, 1914 года рождения, ортскомендант Славянск-курорта. Член НСДАП с 1932 года, член «СА» с 1933 года, обер-лейтенант Абвера. Возглавлял карательную команду, расстрелявшую 120 человек;
- Вольфганг Леснер, командир взвода. Доставил 13 октября 1942 года тремя автомашинами к шахте № 4/4-бис 120 граждан из оберфельдкомендатуры. Жертвы тремя партиями по 40 человек были расстреляны и тела сброшены в шахту;
- Вильгельм Лоренц Роттер, командир взвода зондеркоманды батальона особого назначения 18-й дивизии, которая расстреляла и повесила десятки людей в Одессе, Николаеве, Горловке и Никитовке. Зондеркоманда, в которой служил Роттер также занималась злодеяниями в Ростове-на-Дону и на Кубани;
- Вальтер Гааргауз, 1904 года рождения, член НСДАП с 1933 года, полковник, командир полка, который сжёг десять населенных пунктов, создавая «мертвую землю»;
- Генрих Лукас, член НСДАП с 1937 года, офицер Абвера, в ведении которого были лагеря военнопленных. Г. Лукас в 1943 году этапировал военнопленных в Запорожье: во время пути из 1500 военнопленных более 500 человек погибли[23];
- Виллибальд Регитчинг член НСДАП с 1931 года, гауптштурмфюрер СС, выпускник специальной школы СС, командир 23-го батальона вспомогательной полиции СД, руководивший охраной концлагерей. Лукас и Регитчинг обвинялись в арестах, расстрелах, повешениях и грабеже. В частности, Регитчингу вменялось участие в карательных операциях на территории Киевской области и Белорусской ССР[4].

Из 8 привлеченных к процессу трое были кадровыми военными, остальные являлись военнослужащими карательных органов различных тыловых структур.

## Правовая квалификация деяний подсудимых
Всех обвиняемых судили по статье 1 указа Президиума Верховного совета СССР от 19 апреля 1943 года.

## Доказательства обвинения
В качестве доказательств вины подсудимых использовались следующие:
- Показания свидетелей. В частности, показания спасшегося горного инженера Положенцева[4]. Об обстоятельствах сбрасывания людей в шахту показания дали свидетели Д. М. Бутырский, Г. Д. Тищенко (сторож ремонтной базы), И. П. Задолеев (он рассказал, что в июне 1943 года с группой рабочих измерял глубину шахты, определив какая её часть заполнена трупами людей)[24]. Лагерный врач Н. И. Перепичаенко рассказал, что в Горловском концлагере (на территории машиностроительного завода им. Кирова, будет установлено, что в лагере погибли 2158 человек) военнопленных кормили свеклой и отходами картофеля (хлеб не давали)[23]. Свидетель И. Д. Кравцов (в период оккупации счетовод в концлагере № 378 в Новоэкономическом, лагерь существовал с ноября 1941 года до февраля 1943 года, в нем было 10 тысяч человек, из которых погибли 2 тысячи человек) рассказал, что многие пленные спали на полу, страдали дизентерией, ежедневно умирали до 7 человек, один раз за примерно 4 часа работы на лесном складе при 30-градусном морозе умерли 20 человек[23]. В феврале 1943 года Красная Армия подходила к Доброполью и Красноармейску, тогда лагерь и всю охрану эвакуировали, оставив около 600 человек, не способных двинуться в путь. После ухода охраны местные жители открыли ворота лагеря и часть военнопленных разошлась в поисках пищи по населенным пунктам, затем появились немецкие солдаты, которые расстреляли оставшихся человек 50[23];
- Собственные признания подсудимых. В частности, В. Гааргауз признал, что его полк сжёг 10 населенных пунктов[25]. Л. Роттер рассказал о том, что его команда, расквартированная в Первомайске регулярно выезжала в Сталино для проведения «профилактических» мероприятий: в ходе облав (первая была проведена 20 июня 1942 года) арестовывали людей, часть из которых расстреливали и вешали, часть отправляли в концлагеря, с трупов снимали одежду и обувь, одновременно по заданию гестапо уничтожали узников центрального концлагеря[26]. Л. Крач признал, что, выполняя приказ К. Рёпке, сжег до 20 населенных пунктов, угнал в Германию до 10 тысяч человек[23];
- Показания подсудимых в отношении друг друга. В частности, полковник Л. Крач дал показания на К. Рёпке[3];
- Акты комиссий в составе Чрезвычайной государственной комиссии;
- Судебно-медицинские акты;
- Фотографии (в частности, трупов расстрелянных);
- Иные документы.

## Свидетели обвинения и эксперты
На суде дали показания медицинский эксперт, священник, очевидцы расстрелов.

## Линия защиты и адвокаты подсудимых
Подсудимых защищали 3 советских адвоката по назначению: А. Ф. Мишустин, С. Е. Мелитов и А. Я. Заярный. Курт Рёке признал факты преступлений, но отказался признать вину, указав, что исполнял приказы. Ответственность за уничтожение мирного населения Рёпке возложил на СС, зондеркоманды и СД.

## Здание судебного процесса

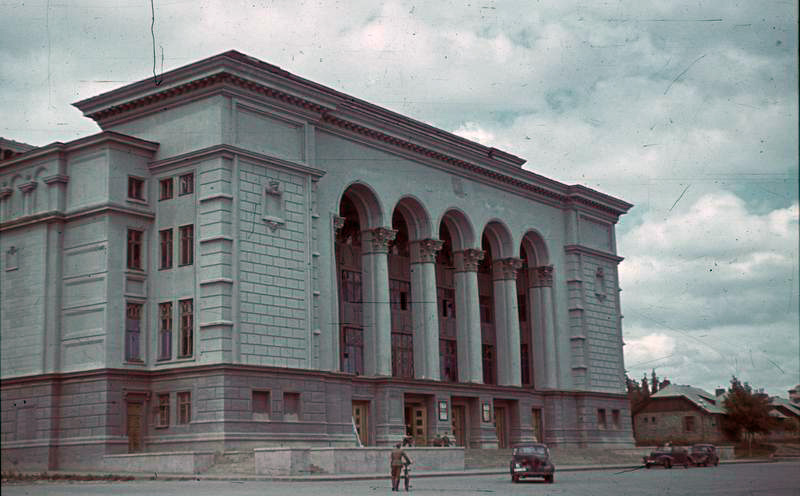
Здание оперного театра, где проходил суд. Фото 1941 года

Сталинский процесс проходил в здании театра оперы и балета. Это здание было одним из немногих, которое не было уничтожено немцами при отступлении. Зал суда вмещал 1,5 — 2 тысячи человек. На судебных заседаниях присутствовали жители городов Сталинской области и Ворошиловграда — около 2-х тысяч человек.
В здании, где проходил суд, была размещена «широкая витрина с фотодокументами, в которой запечатлены злодеяния фашистских извергов». Подобные фотовыставки были обычными для такого рода процессов. Фотовыставки были на других процессах 1947 года: на Новгородском и Севастопольском.

## Приговор и его исполнение
30 октября 1947 года суд огласил приговор:
- К. Рёпке, Г. Вильгельм. Г. Лукас, Г. Цандер, Р. Ягов, В. Леснер, О. Цехендорф, В. Роттер, Г. Рех и В. Регитчинг — по 25 лет каторжных работ;
- Л. Крач — 20 лет каторжных работ;
- В. Гааргаус — 15 лет каторжных работ.

К. Рёпке (по состоянию на февраль 1954 года) отбывал наказание в Свердловской области. После этого (согласно эшелонному списку) К. Рёпке был переведен для отбывания наказания в Иваново.
В сентябре 1955 года СССР признал ФРГ, а канцлер К. Аденауэр в Москве договорился об установлении дипломатических отношений и об освобождении 10 тысяч немецких военнопленных. В 1955—1956 году выжившие осужденные Сталинского процесса были репатриированы в ФРГ. В частности, генерал К. Рёпке был отпущен 7 января 1956 года в ФРГ и умер 10 лет спустя в Гёттингене.

## Освещение процесса в СМИ

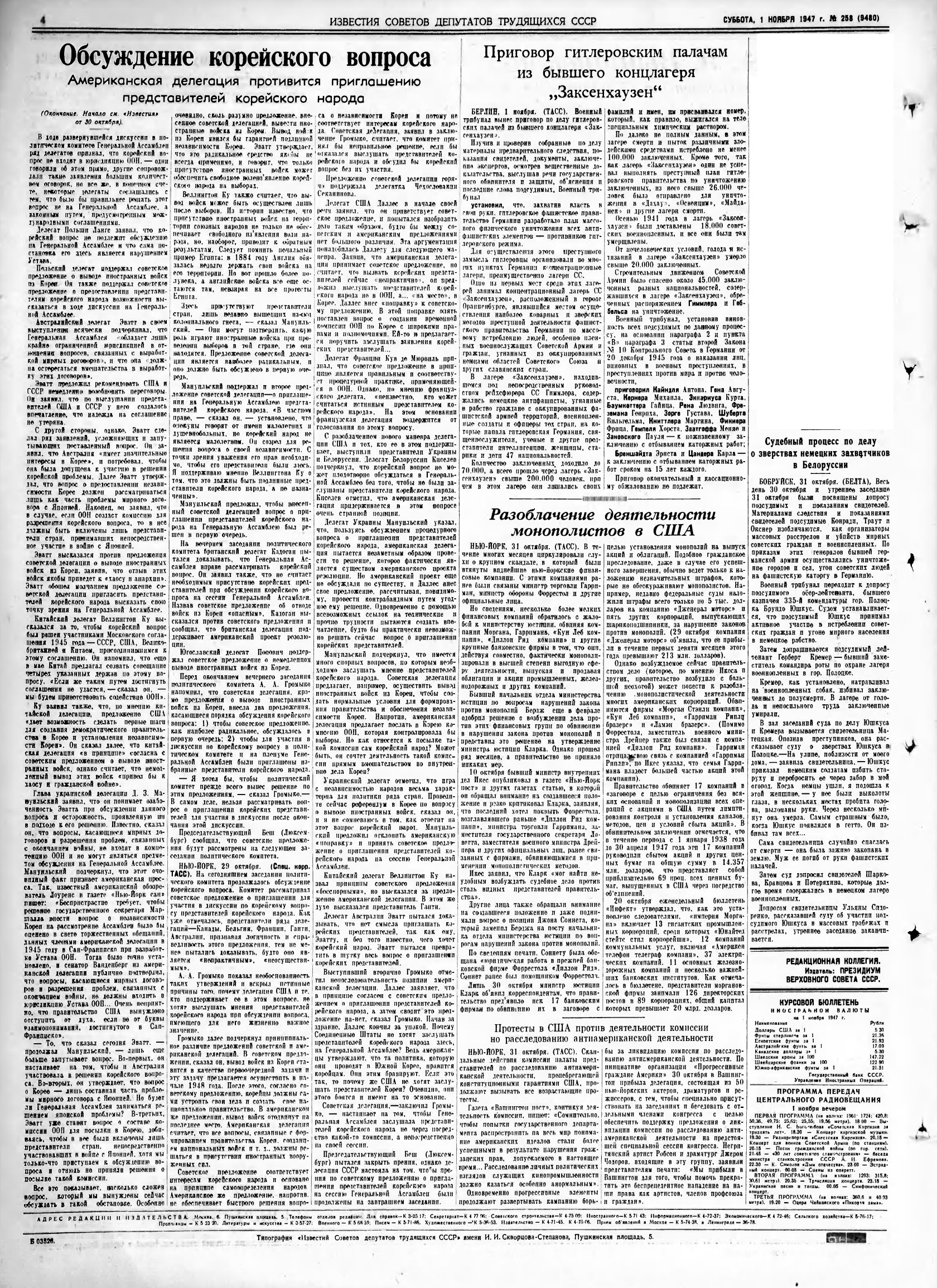
Сообщение о Сталинском процессе (изъято с полосы, чтобы не допустить нарушения авторских прав) расположено рядом с сообщениями о процессах в Бобруйске и Берлине. «Известия», 1 ноября 1947 года

Сталинский процесс освещался в центральных советских газетах: «Известиях» (4 публикации) и «Правде» (5 публикаций). Из Сталино информацию о процессе передавали собственный корреспондент «Правды» Алексей Ионов и П. Харченко для «Известий». «Известия» опубликовали два репортажа о Сталинском процессе на одной полосе с сообщениями о Бобруйском процессе и о рассмотрении дела о военных преступлениях в концлагере Заксенхаузен.

## Последующие судебные процессы
Сталинский судебный процесс осудил не всех военных преступников. В Акте о совершенных преступлениях в Сталинской области, подготовленном Чрезвычайной государственной комиссией по Сталинской области были
названы фамилии 80 немецких преступников. Из этого списка на Сталинском процессе не было ни одного подсудимого. После Сталинского процесса советские власти продолжили судебное преследование военных преступников. По Сталинской области было подготовлено
59 дел, по которым привлекались к ответственности 68 обвиняемых, по Ворошиловградской области подготовили 73 дела, по которым привлекались 73 обвиняемых. Рассмотрение дел проводилось осуществлялось военными трибуналами в закрытом режиме.

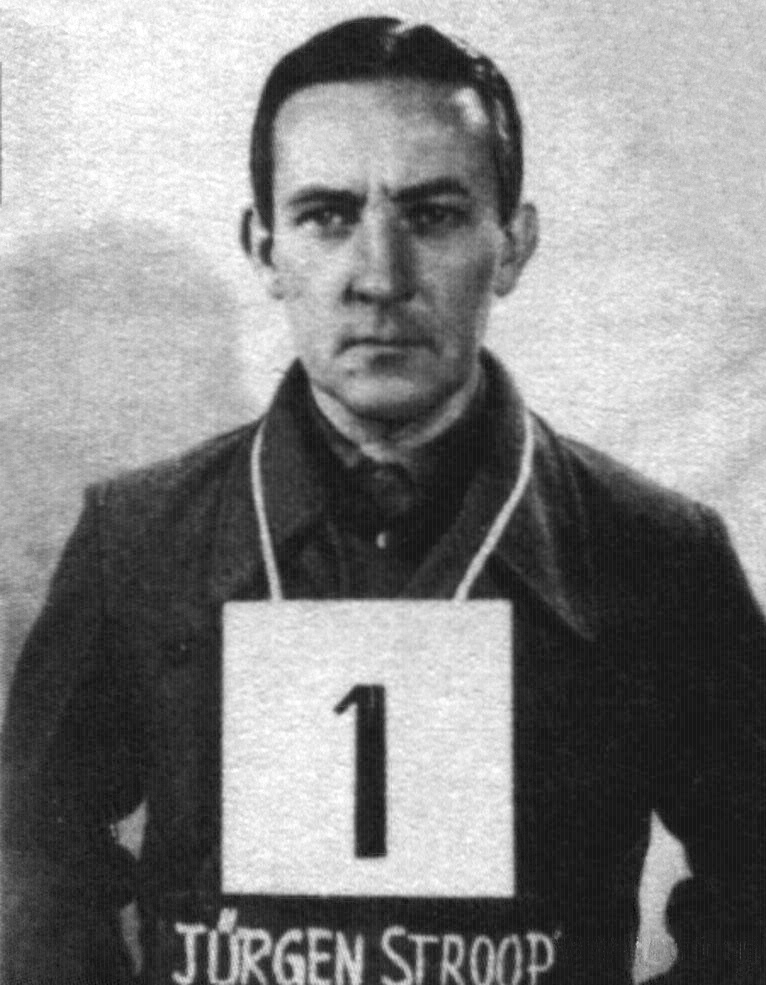
Инспектор полиции безопасности и СД в Сталино Ю. Штроп, казнённый в марте 1952 года

Главный организатор угона населения Донбасса Э. фон Манштейн в декабре 1949 года был приговорён британским военным трибуналом в Гамбурге к 18 годам тюрьмы за «недостаточное внимание к защите жизни гражданского населения» и применение тактики выжженной земли. По апелляции срок наказания был снижен до 12 лет. В 1953 году «по состоянию здоровья» Э. фон Манштейн был освобождён и прожил ещё 20 лет. Инспектор полиции безопасности и СД в Сталино Ю. Штроп был казнён в марте 1952 года, но не за содеянные преступления в Донбассе, а за убийство евреев Варшавского гетто. Альфрид Крупп, который занимался эксплуатацией Донбасса в период его оккупации, 31 июля 1948 года был приговорён американским военным трибуналом к 12 годам лишения свободы, но уже в 1951 году был освобождён.
Наказание избежали и некоторые другие организаторы военных преступлений в Сталинской области. Комендант Сталино К. фон Альберти (при нём истребили евреев) в мае 1945 года был взят в плен союзниками, но накануне Сталинского судебного процесса его освободили. Затем К. фон Альберти уехал в Штутгарт, где умер в 1967 году.
Гарнизонный комендант Сталино (с апреля по сентябрь 1942 года) генерал-майор Ф. Киттель был взят в плен американцами в мае 1945 года, но освобождён в 1947 году.

## Память
Журнал «Историк» опубликовал в октябре 2022 года статью к 75-летию Сталинского судебного процесса.